# Толънд (окръг, Кънектикът)
Окръг Толънд (на английски: Tolland County) е окръг в щата Кънектикът, Съединени американски щати. Площта му е 1080 km², а населението – 151 118 души (2016). Няма административен център.